# He Wasn't Man Enough
He Wasn't Man Enough is een single van de Amerikaanse zangeres Toni Braxton uit 2000. Het stond in hetzelfde jaar als eerste track op het album The Heat, waar het de eerste single van was.

## Achtergrond
He Wasn't Man Enough is geschreven door Rodney Jerkins, LeShawn Daniels, Fred Jerkins III en Harvey Mason jr. en geproduceerd door L.A. Reid, Babyface en Toni Braxton. Het is een r&b-nummer waarin de zangeres het met een andere vrouw over een man heeft. De andere vrouw, die een relatie heeft met de desbetreffende man, is immers jaloers op de zangeres. Daarover vertelt de liedvertolker dat de man voor haar niet meer interessant is, omdat hij niet mannelijk genoeg was voor haar. De bijbehorende videoclip is deels geanimeerd.

## Hitnoteringen en prijzen
Het nummer piekte hoog in verschillende hitlijsten over de hele wereld. De hoogste plek was in de Verenigde Staten, waar het reikte tot de tweede plaats. Ook in Nederland deed het lied het goed, waar het tot de vierde plaats van de Top 40 en tot de vijfde plaats in de Mega Top 100 kwam. Behalve in de laatstgenoemde lijst, piekte het ook in Australië, Nieuw-Zeeland en het Verenigd Koninkrijk op de vijfde positie. De hoogste positie in Spanje was de zesde en in Zwitserland de zevende plek. Het bereikte in Wallonië de achtste positie, terwijl het in Vlaanderen tot de veertiende plaats kwam. De veertiende plek werd ook in Frankrijk behaald. Overige noteringen waren in Zweden (nr. 10), in Noorwegen (nr. 13) en in Duitsland (nr. 20). Het lied won daarnaast ook een Grammy Award in de categorie Best Female R&B Vocal Performance.